# Бистрица (Приједор)
Бистрица је насељено мјесто у граду Приједор, Република Српска, БиХ. Према попису становништва из 2013. у насељу је живио 921 становник.

## Становништво
|             | 2013.        | 1991.          | 1981.          | 1971.          | 1961.          |
| Укупно      | 939 (100,0%) | 1 346 (100,0%) | 1 519 (100,0%) | 1 498 (100,0%) | 1 722 (100,0%) |
| Срби        | 927 (98,72%) | 1 329 (98,74%) | 1 498 (98,62%) | 1 492 (99,60%) | 1 720 (99,88%) |
| Неизјашњени | 5 (0,532%)   | –              | –              | –              | –              |
| Хрвати      | 3 (0,319%)   | –              | –              | 1 (0,067%)     | –              |
| Православци | 3 (0,319%)   | –              | –              | –              | –              |
| Словенци    | 1 (0,106%)   | –              | –              | –              | –              |
| Југословени | –            | 11 (0,817%)    | 19 (1,251%)    | –              | –              |
| Остали      | –            | 4 (0,297%)     | 1 (0,066%)     | 5 (0,334%)     | –              |
| Бошњаци     | –            | 2 (0,149%)1    | 1 (0,066%)1    | –              | 2 (0,116%)1    |

1. 1 На пописима од 1971. до 1991. Бошњаци су пописивани углавном као Муслимани.

## Знамените личности
- Бошко Каралић, народни херој Југославије
- Марко Павић, српски политичар